# Лазарь Галисийский
Лазарь Галисийский (ум. 1053) — христианский аскет, столпник. Почитается как святой в лике преподобных, память совершается (по юлианскому календарю): 17 июля (перенесение мощей), 7 ноября.
Лазарь родился в городе Магнезии (Лидия), монашеский постриг принял в монастыре Святого Саввы. Был рукоположён во пресвитера и после этого переселился в окрестности Эфеса на гору Галисия, где стал столпником. Вокруг Лазаря вскоре возникла монашеская община и образовался монастырь.
Скончался в 1053 году и был погребён своим учениками в столбе, на котором Лазарь совершал свои монашеские подвиги.